# Chrysophyllum
- Commons
- Wikispecies

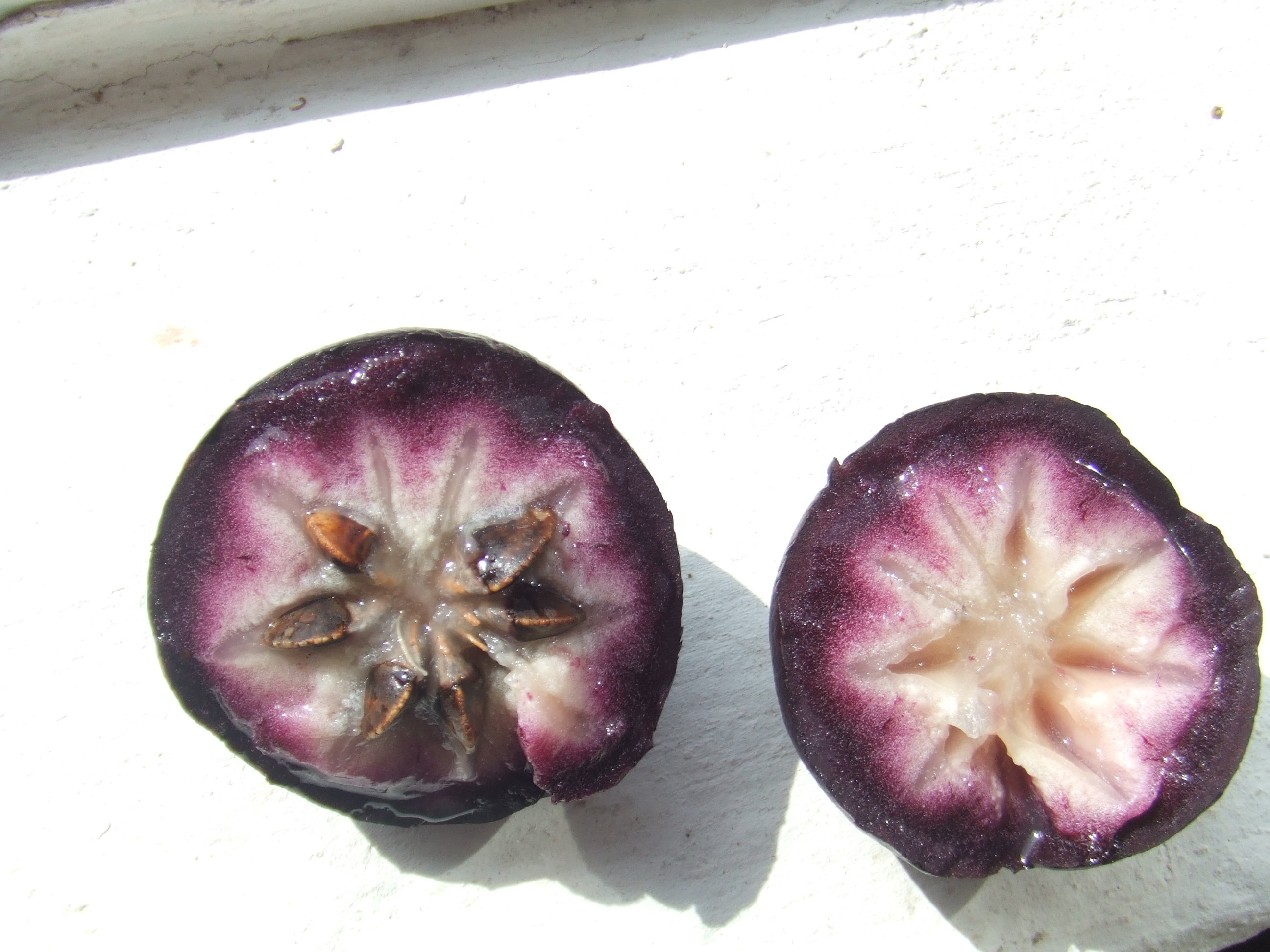
Fruto de Chrysophyllum cainito

Chrysophyllum L. é um género botânico pertencente à família Sapotaceae.

## Sinonímia
| - Achrouteria Eyma - Austrogambeya Aubrév. et Pellegr. - Cainito Adans. - Chloroluma Baill. - Cornuella Pierre - Cynodendron Baehni - Dactimala Raf. - Donella Pierre ex Baill. - Fibocentrum Pierre ex Glaz. | - Gambeya Pierre - Gambeyobotrys Aubrév. - Guersentia Raf. - Martiusella Pierre - Nycteristion Ruiz et Pav. - Nycteristion Ruiz & Pav. - Prieurella Pierre - Ragala Pierre - Villocuspis (A. DC.) Aubrév. et Pellegr. |

## Espécies
| - Chrysophyllum acreanum - Chrysophyllum africanum - Chrysophyllum albidum - Chrysophyllum antilogum - Chrysophyllum argenteum - Chrysophyllum auratum - Chrysophyllum balansae - Chrysophyllum balata - Chrysophyllum bangweolense - Chrysophyllum beguei - Chrysophyllum cainito - Chrysophyllum chartaceum - Chrysophyllum claessensii - Chrysophyllum cuneifolium - Chrysophyllum delevoyi - Chrysophyllum gonocarpum - Chrysophyllum gorungosanum - Chrysophyllum guyanense - Chrysophyllum imperiale guapeba | - Chrysophyllum klugii - Chrysophyllum lacourtianum - Chrysophyllum lanceolatum - Chrysophyllum laurentii - Chrysophyllum longepedicellatum - Chrysophyllum lungi - Chrysophyllum marginatum - Chrysophyllum oliviforme - Chrysophyllum oppositum - Chrysophyllum perpulchrum - Chrysophyllum pomiferum - Chrysophyllum pruniferum - Chrysophyllum pruniforme - Chrysophyllum ramiflorum - Chrysophyllum rwandense - Chrysophyllum sanguinolentum - Chrysophyllum sarlinii - Chrysophyllum sericeum - Chrysophyllum venezuelanense (Pierre) T.D.Penn.: guajará - Chrysophyllum viridifolium - Chrysophyllum welwitschii |

- Lista completa

## Classificação do gênero
| Sistema | Classificação                      | Referência               |
| ------- | ---------------------------------- | ------------------------ |
| Linné   | Classe Pentandria, ordem Monogynia | Species plantarum (1753) |